# 신메이선
신메이선(일본어: 深名線 신메이센[*])은 일본 홋카이도 후카가와시 소재 후카가와역과 나요로시 소재 나요로역을 이었던 홋카이도여객철도(JR 홋카이도)의 철도 노선이었다.
영업 계수가 항상 워스트 10 안에 들었던 적자 노선으로, 적자83선이나 특정지방교통선의 폐지 논의에서 매번 후보로 언급되었다. 병행 도로의 미정비를 이유로 폐지가 보류되었으나, 국철분할민영화 이후 병행 도로의 정비가 진행됨에 따라 1995년 9월 4일에 폐지되었다.

## 역사
1911년, 호로카나이 지역 주민들은 처음으로 우류 계곡에 철도 노선 건설을 요구하는 청원을 제출했으며, 5년 후에는 우류철도기성동맹회(雨竜鉄道期成同盟会)가 결성되었다. 1918년 정부에 의해 후카가와에서 슈마리나이를 잇는 경편철도 건설이 결정되었다. 그 철도 노선은 우류선(雨龍線)이라는 이름으로 1922년 착공하여, 6개 공구로 나눠 개통되었다. 그 노선은 1931년 10월 10일 호로카나이선(幌加内線)으로 개칭되었다.
한편 1935년에는 소야 본선과 호로카나이선을 연결하는 메이우선(名雨線)의 건설이 시작되었다. 1941년 두 노선을 합쳐 신메이선(深名線)으로 개칭하였다.

### 제2차 세계 대전 이후
우류댐에 의해 형성된 인공호수가 관광 자원으로서의 가치를 인정받아 슈마리나이호로 명명되어 관광지가 되었다. 또한, 댐 건설 이후에도 목재 수송은 활발히 이루어졌으며, 연선 지역의 주요 교통수단으로서 역할을 하고 있었다.
그러나 1960년대 들어 석탄 산업의 쇠퇴와 값싼 수입 목재가 들어오면서 연선 지역 경제의 몰락으로 인구가 감소하게 되었다. 호로카나이정의 인구는 1965년 9,195명에서 1970년 7,283명으로 감소하였고, 시라카바역과 후키노다이역 주변에는 마을이 사라졌으며, 모터리제이션의 진전과 도로의 개량에 따라 신메이선의 수송량은 계속해서 감소하게 되었다.
적자83선에 포함되기도 하였고, 1979년에는 영업계수 2,785의 대적자를 기록하였다. 1980년 국철재건법이 제정되었으나, 겨울철 대체 도로가 정비되지 않았다는 이유로 제2차 폐지대상 특정지방교통선에서 제외되었다.
국철분할민영화로 홋카이도여객철도(JR 홋카이도)로 이관된 후인 1995년 9월 4일 최종 폐선되었다.

## 운행 형태
국철분할민영화 직후 시점에는 후카가와 ~ 호로카나이 구간에는 5왕복, 호로카나이 ~ 슈마리나이 구간에는 4왕복(후카가와에서 직통), 슈마리나이 ~ 나요로 구간에는 3왕복의 열차가 운행되고 있었다.

## 역 목록
이 목록의 소재지는 폐지 당시의 것이며, 모든 역은 홋카이도에 위치하였다.
| 역명                 | 일어 역명      | 역간 거리 | 영업 거리 | 접속 노선 및 비고                            | 소재지              | 소재지 |
| -------------------- | -------------- | --------- | --------- | -------------------------------------------- | ------------------- | ------ |
| 후카가와             | 深川           | -         | 0.0       | 홋카이도여객철도 하코다테 본선 · 루모이 본선 | 후카가와시          |        |
| 마루야마             | 円山           | 4.7       | 4.7       |                                              | 후카가와시          |        |
| 가미타도시           | 上多度志       | 6.1       | 10.8      |                                              | 후카가와시          |        |
| 다도시               | 多度志         | 3.2       | 14.0      |                                              | 후카가와시          |        |
| 우마                 | 宇摩           | 5.4       | 19.4      |                                              | 후카가와시          |        |
| 호로나리             | 幌成           | 2.9       | 22.3      |                                              | 후카가와시          |        |
| 시모호로나리         | 下幌成         | 1.8       | 24.1      |                                              | 후카가와시          |        |
| 다카도마리           | 鷹泊           | 3.2       | 27.3      |                                              | 후카가와시          |        |
| 누마우시             | 沼牛           | 10.6      | 37.9      |                                              | 우류군 호로카나이정 |        |
| 신나리우             | 新成生         | 2.0       | 39.9      |                                              | 우류군 호로카나이정 |        |
| 호로카나이           | 幌加内         | 3.8       | 43.7      |                                              | 우류군 호로카나이정 |        |
| 가미호로카나이       | 上幌加内       | 3.1       | 46.8      |                                              | 우류군 호로카나이정 |        |
| (임시) 우엔베쓰      | （臨）雨煙別   | 4.3       | 51.1      | 1990년 3월 10일 폐지                         | 우류군 호로카나이정 |        |
| (임시) 세이와온센    | （臨）政和温泉 | 5.1       | 56.2      | 1990년 3월 10일 폐지                         | 우류군 호로카나이정 |        |
| 세이와               | 政和           | 2.5       | 58.7      |                                              | 우류군 호로카나이정 |        |
| 신토미               | 新富           | 5.5       | 64.2      | 1990년 9월 1일 폐지                          | 우류군 호로카나이정 |        |
| 소에우시나이         | 添牛内         | 4.4       | 68.6      |                                              | 우류군 호로카나이정 |        |
| 오마가리 임시 승강장 | 大曲仮乗降場   | 3.6       | 72.2      | 1976년 2월 1일 폐지                          | 우류군 호로카나이정 |        |
| 교에이               | 共栄           | 3.3       | 75.5      |                                              | 우류군 호로카나이정 |        |
| 슈마리나이           | 朱鞠内         | 3.3       | 78.8      |                                              | 우류군 호로카나이정 |        |
| 고한                 | 湖畔           | 1.9       | 80.7      |                                              | 우류군 호로카나이정 |        |
| 우쓰나이 임시 승강장 | 宇津内仮乗降場 | 4.3       | 85.0      | 1956년 11월 19일 이후 폐지                   | 우류군 호로카나이정 |        |
| (임시) 후키노다이    | （臨）蕗ノ台   | 4.5       | 89.5      | 1990년 3월 10일 폐지                         | 우류군 호로카나이정 |        |
| (임시) 시라카바      | （臨）白樺     | 4.1       | 93.6      | 1990년 3월 10일 폐지                         | 우류군 호로카나이정 |        |
| 기타모시리           | 北母子里       | 5.4       | 99.0      |                                              | 우류군 호로카나이정 |        |
| 데시오야요이         | 天塩弥生       | 15.6      | 114.6     |                                              | 나요로시            |        |
| 니시나요로           | 西名寄         | 3.2       | 117.8     |                                              | 나요로시            |        |
| 나요로               | 名寄           | 4.0       | 121.8     | 홋카이도여객철도 소야 본선                   | 나요로시            |        |

## 폐지 후
폐선 이후에는 JR 홋카이도 버스에서 대체 버스를 운행하고 있다.
폐선 부지가 논밭이나 도로 용지로 전용된 일부 구간을 제외하면 터널이나 선로 흔적이 남아 있는 곳이 아직도 존재하고 있다.

## 참고 문헌

### 잡지 기사
- 아오키 에이이치 (青木栄一) (1982년 5월). “特定地方交通線の実態と問題を現地に見る 10 深名線” [특정지방교통선의 실태와 문제를 현지에서 보다 10 신메이선]. 《철도 저널 (鉄道ジャーナル)》 (일본어) (세이비도 출판 (成美堂出版) (철도 저널사 (鉄道ジャーナル社))) (183): 122–131.
- 스즈키 후미히코 (鈴木文彦) (1987년 9월). “北の原野の細道をゆく” [북쪽 벌판의 오솔길을 가다]. 《철도 저널 (鉄道ジャーナル)》 (일본어) (세이비도 출판 (成美堂出版) (철도 저널사 (鉄道ジャーナル社))) (251): 80–95.
- 스즈키 후미히코 (鈴木文彦) (1994년 4월). “存亡の淵に立つ深名線” [존망의 벼랑에 선 신메이선]. 《철도 저널 (鉄道ジャーナル)》 (일본어) (세이비도 출판 (成美堂出版) (철도 저널사 (鉄道ジャーナル社))) (330): 68–77.